# Rittergut

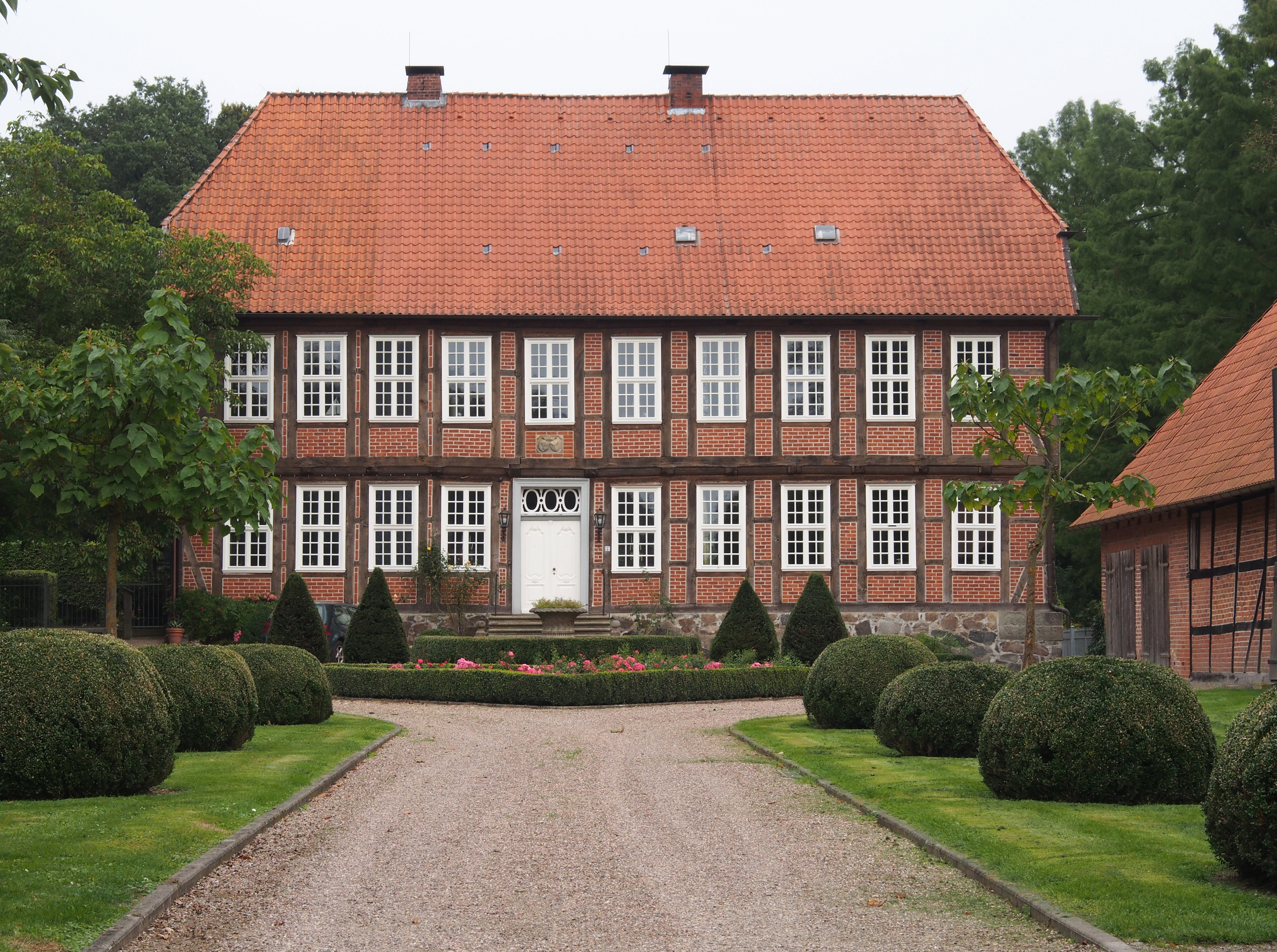
Nordgut Hohnhorst, Ritterschaft des vormaligen Fürstentums Lüneburg, im Besitz der Familie Hohnhorst

Ein Rittergut (lat. praedium nobilium sive equestrium) war ein Besitz, mit dem durch Gesetz oder Gewohnheitsrecht seit dem Mittelalter bestimmte Vorrechte des Eigentümers, insbesondere die Rechte der Grundherrschaft über erbuntertänige und zinspflichtige Bauern (bis zur Bauernbefreiung) sowie die Landtagsfähigkeit verbunden waren. Hinzu kamen oft die Kanzleifähigkeit (als erste Instanz in Rechtsstreitigkeiten) sowie Steuerbefreiungen.

## Entstehung und Vorrechte

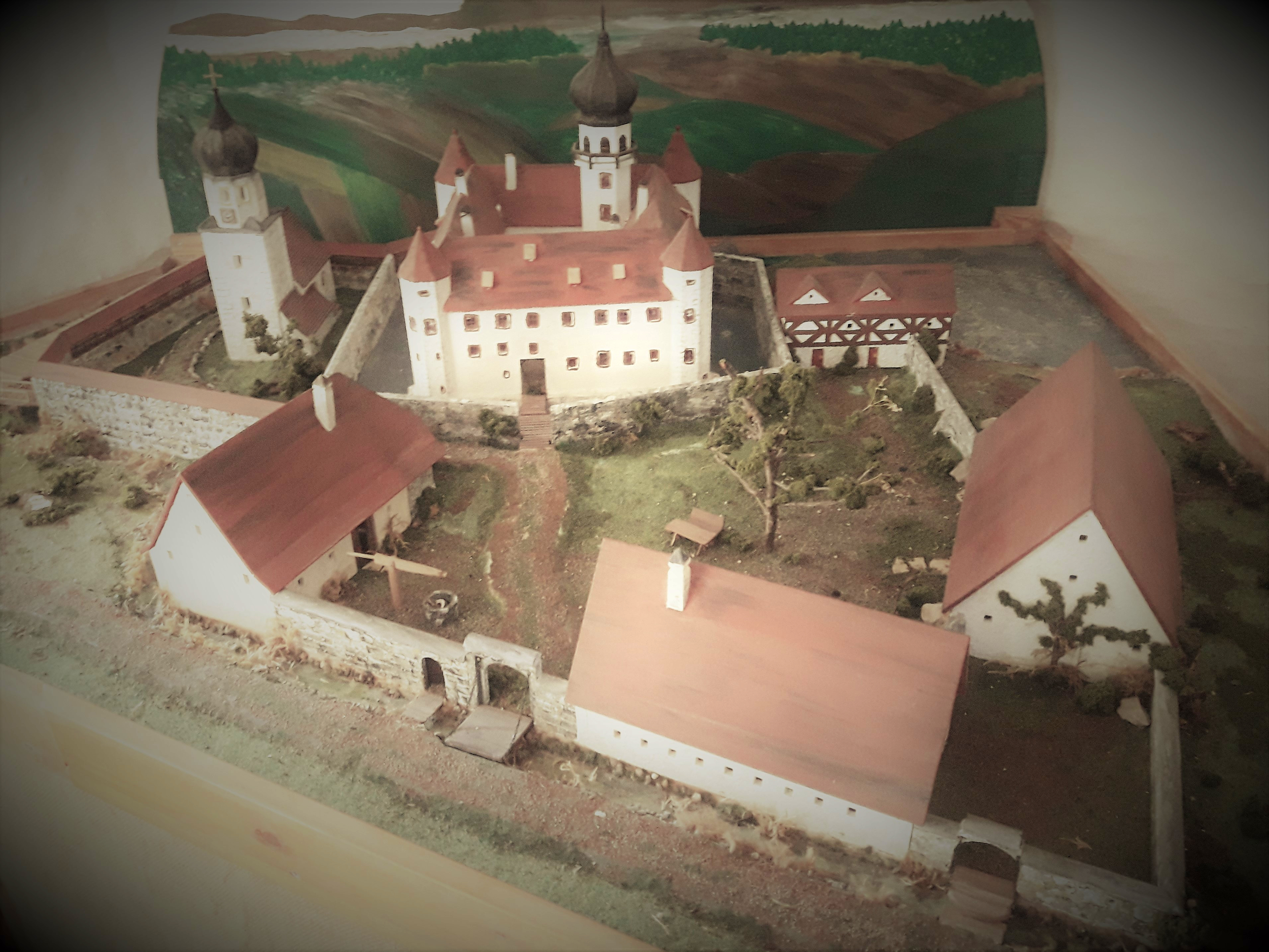
Rittergut Cronheim, mit Schloss Cronheim, Wehrkirche St. Maria Magdalena, Allodium (Vorwerk) Cronheim und der Zehntscheune

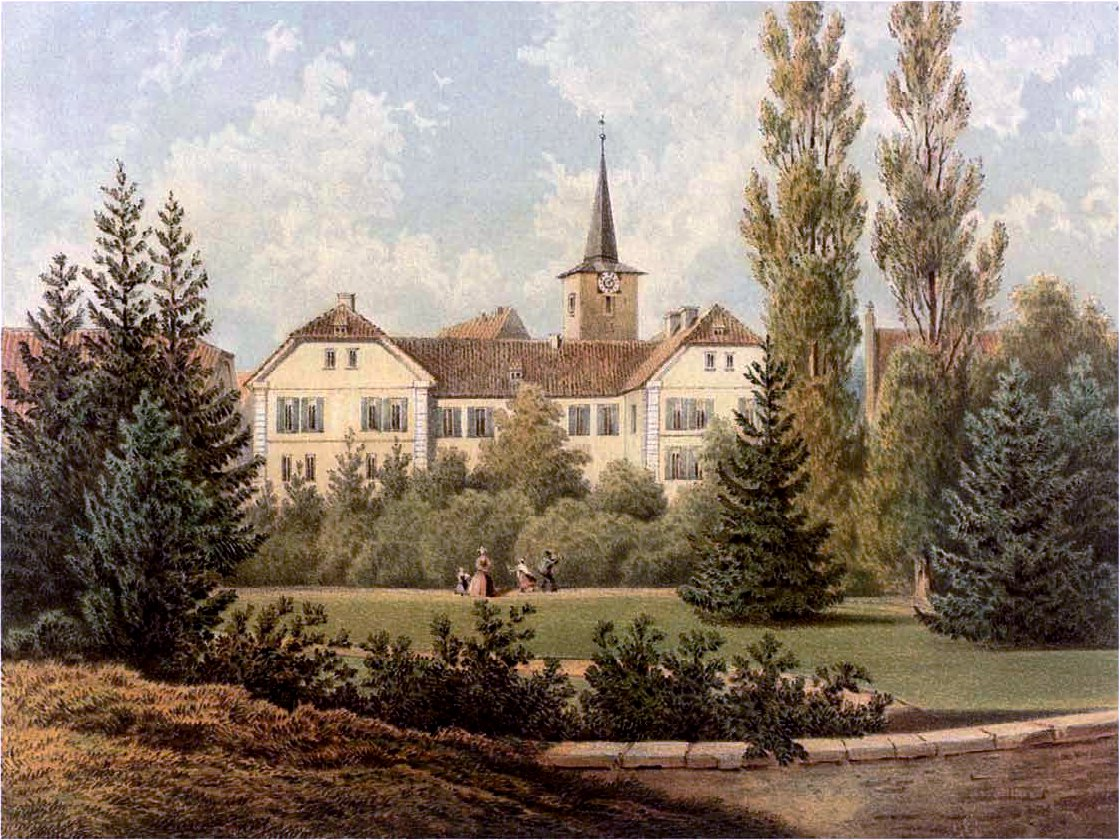
Rittergut Niedertopfstedt um 1860, Sammlung Alexander Duncker

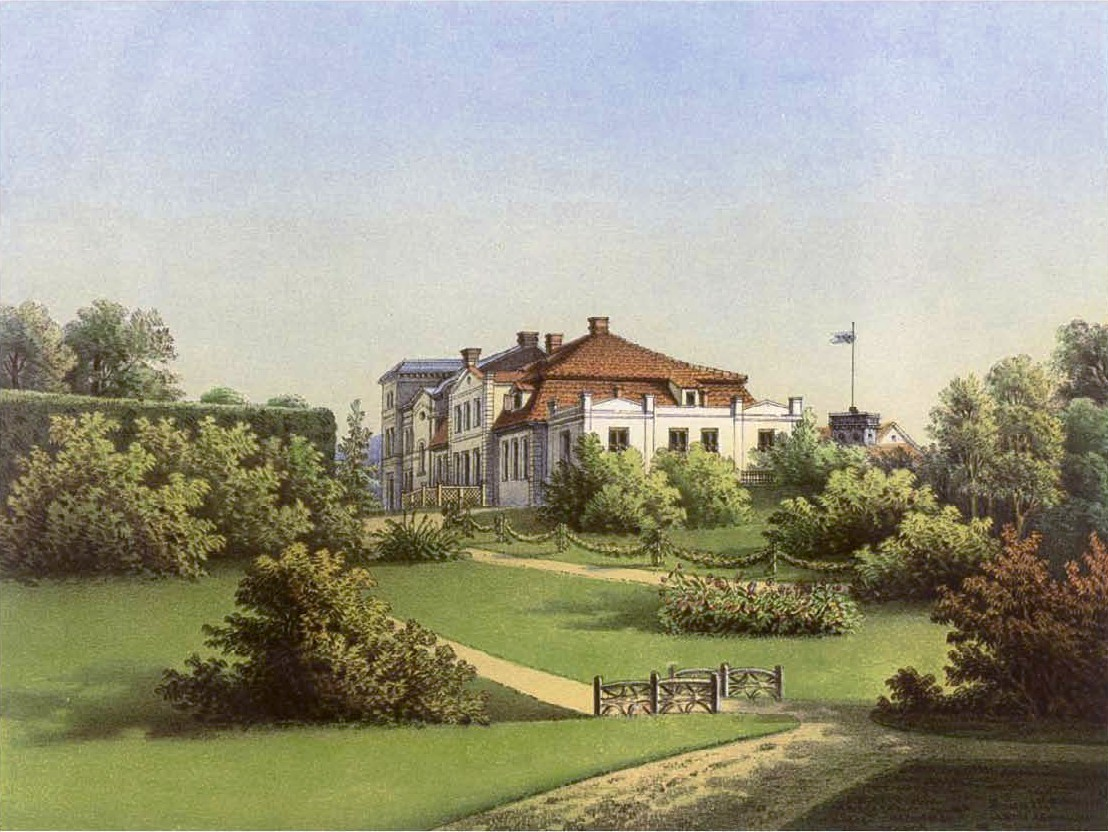
Rittergut Maldeuten um 1860, Sammlung Alexander Duncker

Das Lehenswesen war bereits im Fränkischen Reich entstanden, um dem Ritterstand die ihm obliegende Verpflichtung zu Ritterdiensten als Panzerreiter wirtschaftlich zu ermöglichen. Damit verbunden waren im Heiligen Römischen Reich deutscher Nation auch Befreiungen von den sonst auf ländlichem Grundbesitz haftenden Steuern und bäuerlichen Lasten (wie etwa der Einquartierung, Fronen etc.). Die Ritter waren dafür als Vasallen und Ministeriale dem Lehnsherren zum Kriegsdienst zu Pferde und später alternativ zu Geldleistungen („Ritterpferdgeldern“) verpflichtet, die teils noch im Dreißigjährigen Krieg und danach eingetrieben wurden. Weitere Rechte des Lehnsherrn waren vor allem das Öffnungsrecht sowie der Lehnsheimfall beim Aussterben des Mannesstammes der Lehnsnehmerfamilie.
Seit dem 14. Jahrhundert wurden die alten Lehensheere durch Söldnertruppen ersetzt, was zum Ende des Ritterdienstes und damit auch zu einem wirtschaftlichen Niedergang des deutschen Adels führte. Sold und Kriegsbeute flossen nun in andere Taschen, was eine der Ursachen für das Raubritterwesen war. Die Besitzer der Gutsherrschaften lebten nun überwiegend von den Abgaben ihrer Erbuntertänigen oder Hintersassen (Hörige und Grundholde), zum geringeren Teil auch durch Eigenversorgung mit Hilfe von Knechten und Mägden. Die Einkünfte aus Naturalabgaben waren oft relativ bescheiden, denn die Bauern waren meist arm. Ulrich von Hutten schildert in seinem Brief an Willibald Pirckheimer aus dem Jahr 1518 anschaulich die beengten und sorgenvollen Zustände auf der heimatlichen Burg. (Siehe auch: Wirtschaftliche Grundlagen des deutschen Adels).
Außerdem waren mit den Rittergütern noch weitere Vorrechte verbunden. Die Besitzer einer Grundherrschaft hatten in der Ständeordnung des Mittelalters zumeist die Niedere Gerichtsbarkeit bzw. Patrimonialjurisdiktion inne, in selteneren Fällen auch die Hohe Gerichtsbarkeit. Sie übten damit – bis zur Bauernbefreiung – zugleich rechtsprechende Funktionen aus und stellten außerdem die örtliche Obrigkeit mit lokaler Polizeigewalt dar (vergleichbar einem Bürgermeister), teilweise noch bis ins 20. Jahrhundert. Ferner gehörten zu den Vorrechten der Rittergutsbesitzer die Jagdgerechtigkeit, häufig Fischereirechte, Braugerechtigkeit und andere Bannrechte. Das kirchliche Patronatsrecht ist oft bis heute mit dem Besitz eines Rittergutes verbunden.
Zur Verteidigung ihrer politischen Rechte organisierten sich die Besitzer von Lehens- oder Allodialgütern im Spätmittelalter in manchen Regionen in Verbänden, den sogenannten Ritterschaften. Diese übten politische Mitbestimmungsrechte in den Landtagen aus, wo die Rittergutsbesitzer die Ritterschaft innerhalb der Landstände bildeten. Die Landstandschaft stand ursprünglich allen Adligen der Region als Personalrecht zu, wurde mit der Zeit aber in Form eines Realrechts als Zubehör der Rittergüter selbst angesehen (nobilitas realis). In Preußen und auch in anderen Staaten wurden wegen ihrer Bedeutung für die ständischen und landschaftlichen Wahlen Verzeichnisse der Rittergüter geführt, die sogenannten Rittergutsmatrikel, als Verzeichnisse der jeweiligen Güter sowie ihrer aktuellen Gutsbesitzer. Nur den immatrikulierten Gutsbesitzern stand die Landstandschaft zu.
Während ursprünglich nur Adlige Rittergutsbesitzer sein durften, konnten ab dem 16. Jahrhundert Rittergüter auch von Bürgerlichen erworben werden, meist mit landesfürstlicher Ausnahmegenehmigung, wobei auch die Ritterschaften durch die Immatrikulierung mitwirken mussten. Meist suchten die neuen Rittergutsbesitzer dann beim Landesherrn um Nobilitierung nach und wurden oft auch geadelt. Im 17. Jahrhundert gab es zunehmend auch bürgerliche Rittergutsbesitzer, seit der zweiten Hälfte des 18. Jahrhunderts stieg ihre Zahl stark an. Mit dem Erwerb eines Rittergutes gingen auch die mit dem Gut verbundenen Realrechte auf den neuen Eigentümer über.
In den moderneren Verfassungen, so in der preußischen Verfassung von 1850, wurde dieses Recht einer besonderen Vertretung der Rittergutsbesitzer in den Landtagen oft vollständig aufgehoben. In Preußen kam den Rittergütern danach aber noch eine Bedeutung für die Kreis- und Provinzialversammlungen zu. Rittergüter in Preußen bildeten meist eigene kommunalrechtliche Gutsbezirke, die neben der meist gleichnamigen Landgemeinde bis etwa 1929 bestanden. In Mecklenburg bestand die allgemeine Landstandschaft der Rittergutsbesitzer noch bis 1918, in Niedersachsen existiert sie bis heute (siehe unten Gegenwart).
Der wirtschaftliche Betrieb des meist weit ausgedehnten Grundbesitzes eines solchen Gutes erforderte bestimmte Gebäude. Diese bestanden aus einem Herrenhaus, oft auch einem Verwaltergebäude, aus Stallungen verschiedener Art und Größe, Scheunen, Molkereigebäuden, manchmal einer Brennerei oder Brauerei, sowie den nötigen Wohnungen für die Arbeiter. Bei der Anlage der Güter herrschte der Grundsatz, dass Aufbau und Unterhaltung aus den Erträgen des Gutes zu beschaffen waren und die Ertragsgrenzen demnach nicht überschritten werden durften.

## Vorbedingungen
Mit den Rittergütern waren Verpflichtungen und Privilegien verbunden. An das Gut waren staatsrechtliche Befugnisse in Form von Realrechten gebunden – Rechte, die nur dem jeweiligen Rittergutsbesitzer zustanden. Die staatsrechtlichen Befugnisse waren also unmittelbar mit dem Betrieb verbunden und gingen bei Übertragung auf den neuen Eigentümer über. Dieser musste sich dann in der jeweiligen Ritterschaft gegen Zahlung einer Aufnahmegebühr immatrikulieren lassen.
In einigen Ländern mussten Rittergüter eine Mindestgröße besitzen, um dem in der Regel adligen Eigentümer eine unabhängige und damit standesgemäße Existenz zu ermöglichen; die mögliche zusätzliche Ausübung eines bürgerlichen Berufs war hierbei irrelevant. In Preußen betrug dieses Mindestmaß am Ende des 18. Jahrhunderts zwischen 40 und 80 Morgen (10 bis 20 Hektar), jeweils abhängig von der Bodenqualität und den Rechtsvorschriften der einzelnen Landesprovinzen. Weitere Voraussetzung war ein sogenanntes castrum nobile, also die Existenz eines Herrenhauses. In Brandenburg zählte um das Jahr 1900 ein Rittergut ab einem Grundsteuerreinertrag von 1500 Mark jährlich zum Großgrundbesitz; abhängig von der Bodenqualität war dazu ein Grundeigentum von 100 bis 200 Hektar Voraussetzung. Die Regelung wurde jedoch nicht starr gehandhabt. Teilweise waren die Gutsrechte jedoch nicht an Land gebunden, sondern basierten auf grundherrschaftlichen Rechten oder auf Kapitalbesitz. In den Ritterschaften des Königreich Hannovers existierten zudem viele alte Burgmannshöfe, die in den Matrikeln der Ritterschaften gelistet waren, jedoch nie über größeren Landbesitz verfügt hatten und oft nur aus einem kleinen Wohnhaus bestanden.

## Vergleichbare Gutsformen
Weitere Gutsformen waren das lehnsfreie Allodialgut, in Schleswig-Holstein das Adlige Gut und als dessen Sonderform das Kanzleigut. Im Bayerischen Reichskreis gab es die Hofmarken und Landsassengüter, in Tirol die Ritterburgen sowie die neuzeitlichen Ansitze. Die Hofgüter der Landesherren wurden als Domänen oder Kammergüter bezeichnet, in Preußen als Schatullgüter.

## Gegenwart
Bis heute existieren noch verschiedene privatrechtliche Vereine sowie öffentlich-rechtliche Körperschaften unter der Bezeichnung Ritterschaft. Die Vorsitzenden führen die traditionsreiche Amtsbezeichnung Landmarschall (oder, wenn das Amt in einer Familie erblich ist, Erblandmarschall).
In Schleswig-Holstein blieben die Gutsbesitzer, wie auch in anderen preußischen Provinzen, bis zur Auflösung der Gutsbezirke 1928 „Obrigkeit der untersten Verwaltungsebene“, also praktisch Bürgermeister, legitimiert aus dem Grundeigentum für den Gutsbezirk. Die Schleswig-Holsteinische Ritterschaft ist heute eine private Vereinigung, in der die adligen Familien, welche im Lande ein historisches Rittergut besitzen, zusammengeschlossen sind. Sie unterscheiden sich in die Equites Originarii (die „ursprünglichen Ritter“) und die Equites Recepti (die „aufgenommenen Ritter“). Ferner gehören zu ihnen die Adelsfamilien aus der Lauenburgischen Ritterschaft, welcher selbst auch die bürgerlichen Gutsbesitzer im Kreis Herzogtum Lauenburg angehören. Die schleswig-holsteinischen Rittergüter führen die Bezeichnung Adliges Gut, unabhängig von der Zuordnung ihres jeweiligen Besitzers zum historischen Adels- oder Bürgerstand. Mitglieder der Ritterschaft sind jedoch nur die adligen Familien.

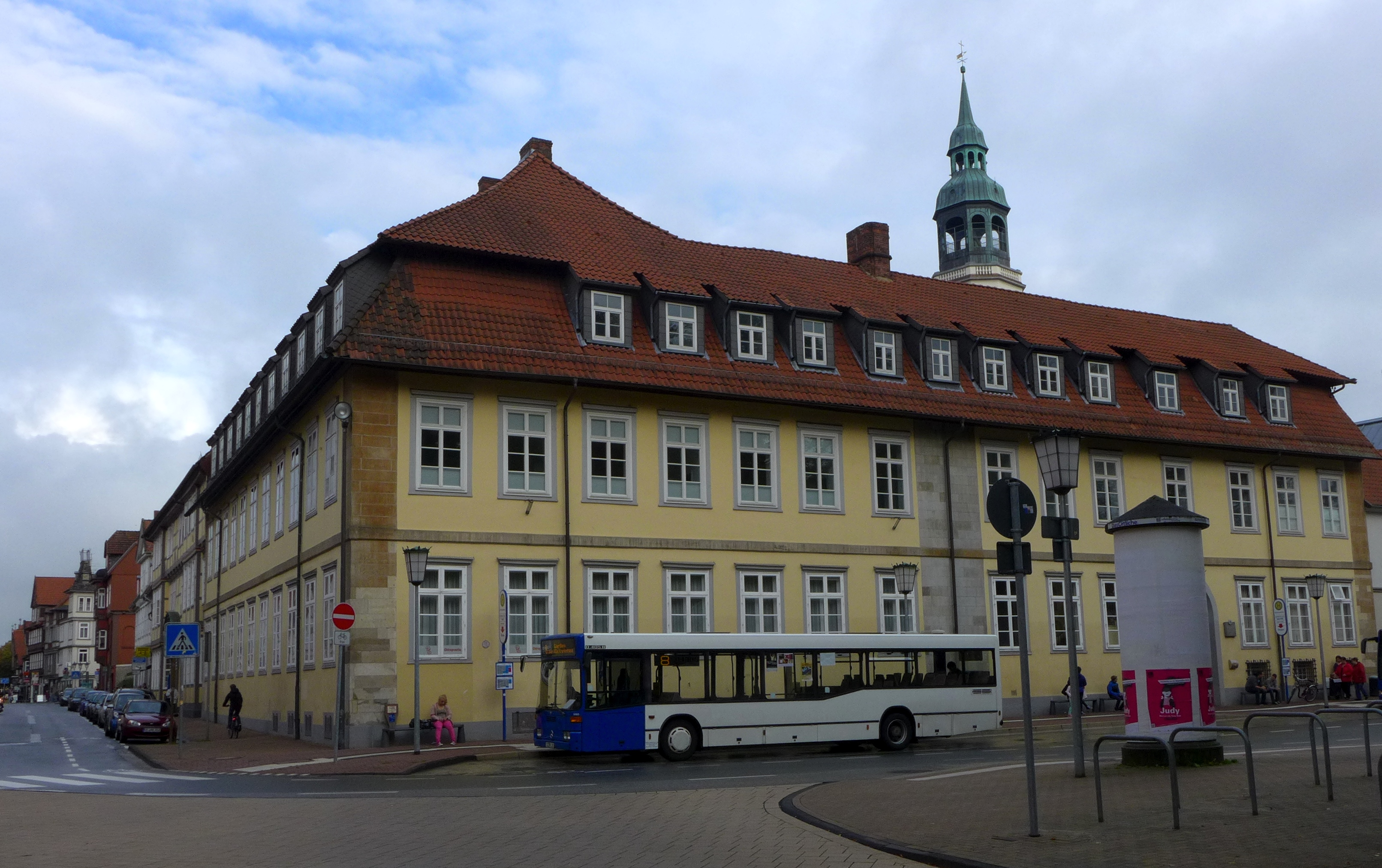
Das Gebäude der Ritterschaft und der Landschaft des vormaligen Fürstentums Lüneburg in Celle

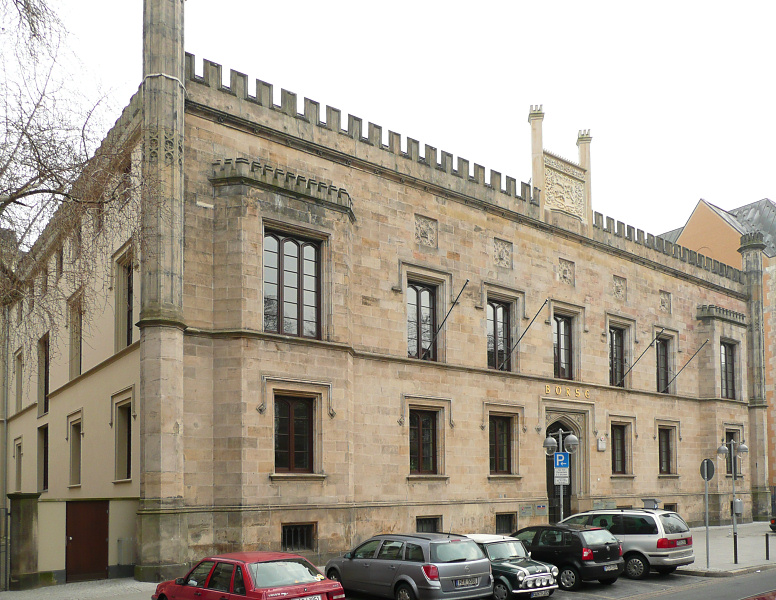
Sitz der Calenberg-Grubenhagenschen Landschaft in Hannover

In Niedersachsen sind die Ritterschaften keine privaten Vereine, sondern Körperschaften des öffentlichen Rechts und durch Artikel 72 der Niedersächsischen Verfassung in ihrem Bestand geschützt. Regional organisiert sind sie nach den früheren Fürstentümern. Mitglieder sind nach wie vor die Besitzer der in den Rittergutsmatrikeln immatrikulierten Rittergüter. Die Mitgliedschaft ist dabei unabhängig von der Zugehörigkeit des jeweiligen Rittergutsbesitzers zum historischen Adels- oder Bürgerstand. Die Ritterschaften besitzen teilweise noch ihre alten Ständehäuser, wo sie ihre Versammlungen abhalten. Auch die ständischen Rechte blieben in Rudimenten bis heute erhalten, etwa durch die Mitgliedschaft der Ritterschaften in einer Landschaft (Landstände), und zwar den Landschaften und Landschaftsverbänden in Niedersachsen, so der Ritterschaft des Herzogtums Bremen als Mitglied der Landschaft der Herzogtümer Bremen und Verden, der Lüneburger Ritterschaft als Mitglied der Landschaft des vormaligen Fürstentums Lüneburg, der Osnabrücker Ritterschaft als Mitglied der Landschaft des ehemaligen Fürstentums Osnabrück, der Schaumburger Ritterschaft als Mitglied der Schaumburger Landschaft, der Hoya-Diepholzschen Ritterschaft als Mitglied der Hoya-Diepholzschen Landschaft, der Ritterschaft des ehemaligen Hochstifts Hildesheim als Mitglied der Landschaft des vormaligen Fürstentums Hildesheim, der Ritterschaft des vormaligen Fürstentums Calenberg-Grubenhagen-Göttingen als Mitglied der Calenberg-Grubenhagenschen Landschaft; Letztere ist auch Mitglied im Landschaftsverband Südniedersachsen und Landschaftsverband Hameln-Pyrmont. Die Ritterschaften von Hildesheim und Calenberg sind darüber hinaus bis heute Träger des Calenberger Kreditvereins, einer öffentlich-rechtlichen Hypotheken- und Pfandbriefbank. Auch die Ritterschaft im alten Herzogtum Braunschweig führte bis 1991 eine eigene Bank, den 1862 gegründeten Braunschweigischen ritterschaftlichen Kreditverein. Die Ritterschaft des Herzogtums Bremen ist aus der erstmals 1397 erwähnten des Erzstiftes Bremen hervorgegangen und heute eine Körperschaft des öffentlichen Rechts mit Sitz in Stade. Sie ist noch gegenwärtig Trägerin des Ritterschaftlichen Kreditinstituts Stade.
Im Gegensatz zu den niedersächsischen und bremischen Körperschaften sind die traditionsreiche Althessische Ritterschaft sowie die Rheinische Ritterschaft heute privatrechtlich organisierte Adelsvereine, denen im ersten Fall die immatrikulierten landsässigen Adelsfamilien in ihrer Gesamtheit und im zweiten Fall die dem historischen Adel zuzurechnenden Besitzer der Rittergüter in der früheren preußischen Rheinprovinz angehören. Die Baltischen Ritterschaften sind ebenfalls Traditionsvereinigungen ehemals landgesessener Adelsfamilien aus dem Baltikum.
Die bis 1945 bestehende Mecklenburgische Ritterschaft war bis 1918 eine Abteilung des Mecklenburgischen Landtags. Das Ritterschaftliche Gebiet (also die Gesamtheit der Rittergüter) umfasste ca. 46 % der Gesamtfläche Mecklenburgs. Um die Tradition wiederzubeleben, haben sich nach 1990 einige Wiedereinrichter historischer Gutsbetriebe zur Landschaft Mecklenburg-Vorpommern, einem privaten Verein, zusammengeschlossen.
Der Fränkische Ritterkreis, der Schwäbische Ritterkreis und der Rheinische Ritterkreis wurden hingegen mit dem Ende des Heiligen Römischen Reichs 1806 aufgelöst, weil sie bis dahin die Interessenvertretungen der Reichsritterschaft – also reichsfreier (reichsunmittelbarer, jedoch nicht reichsständischer) Ritter – waren, die sodann durch Mediatisierung unter die Herrschaft von Mitgliedsstaaten des Deutschen Bundes kamen. Das ebenfalls mit seiner vormals reichsunmittelbaren Ratsherrschaft mediatisierte Nürnberger Patriziat gründete 1799 als Interessenvertretung im bayerischen Staat den sogenannten Selekt des Nürnberger Patriziats, der als private Vereinigung bis heute besteht.